# Товстоногов, Александр Георгиевич
Алекса́ндр Гео́ргиевич Товстоно́гов (30 апреля 1944, Тбилиси — 19 декабря 2002, Санкт-Петербург) — советский и российский театральный режиссёр, актёр

## Биография
Александр (Сандро) Георгиевич Товстоногов родился в 1944 году в семье Георгия Товстоногова. После развода родителей, оставшись в младенчестве без матери, вместе с братом Николаем (Никой) воспитан сестрой отца Нателой Александровной Товстоноговой. Окончил курс Г. А. Товстоногова в Ленинградском институте театра, музыки и кинематографии. С 1974 по 1979 год был главным режиссёром Тбилисского русского драматического театра имени А. С. Грибоедова.
В 1980-е годы — главный режиссёр Московского драматического театра им. К. С. Станиславского.
В последние годы жизни был штатным режиссёром Санкт-Петербургского театра «Русская антреприза» имени Андрея Миронова. Последней работой режиссёра, которая была начата в июне 2002 года и которой не было суждено осуществиться, стала постановка «Гамлета» с Дмитрием Исаевым в главной роли. Художественное оформление и сценографию будущего спектакля придумал сам режиссёр.
В октябре 2002 года у Товстоногова был обширный инсульт. В реанимационное отделение одной из городских больниц его привёз друг актёр Александр Кавалеров. Товстоногов скончался на 59-м году жизни после тяжёлой болезни . Похоронен на Волковском кладбище Санкт-Петербурга.

## Семья
Отец — театральный режиссёр, народный артист СССР Георгий Товстоногов. Мать — Саломе Канчели (1921—1985), народная артистка Грузинской ССР.
Брат — Николай  Товстоногов. Единокровный брат — Милков Вадим, оперный режиссёр.
Первая жена — Светлана Головина, актриса. Сын Георгий (Егор, полный тёзка деда — Г. А. Товстоногова), погиб в марте 2012 года в Москве. Сын Василий — телевизионный продюсер.
Вторая жена — Ольга Товстоногова, художник. Сын Арсений.

## Творчество

### Роли в театре
- 1971 — «Валентин и Валентина», по пьесе М. Рощина (Большой драматический театр имени М. Горького)
- 1972 — «Провинциальные анекдоты», по пьесам А. Вампилова (Большой драматический театр имени М. Горького)
- «Сон в летнюю ночь», по одноимённой пьесе У. Шекспира
- «Собачье сердце» (другое название — «Дневник доктора Борменталя»), по повести М. А. Булгакова (Московский драматический театр им. К. С. Станиславского)
- 1996 — «Фома», по повести Ф. М. Достоевского «Село Степанчиково и его обитатели» (Большой драматический театр имени Г. А. Товстоногова)

Санкт-Петербургский театр «Русская антреприза» имени Андрея Миронова
- 1998 — «Из жизни сумасшедшего антрепренёра» (совместно с Ефимом Каменецким, Валерием Дегтярём, Владом Фурманом)
- 2000 — «Чайка», по пьесе А. П. Чехова

### Роли в кино
- 1966 — Республика ШКИД — Дзе (Князь)
- 2003 — Бандитский Петербург. Фильм 5. Опер — Джабраилов